# Gerrit Braks
Gerardus Johannes Maria Braks (Odiliapeel, 23 mei 1933 – 's-Hertogenbosch, 12 juli 2017) was een Nederlands politicus. In drie kabinetten was hij minister van Landbouw. Enkele jaren lang was hij voorzitter van de Eerste Kamer en korte tijd waarnemend burgemeester van de gemeente Eindhoven. Vijf jaar lang was hij voorzitter van de publieke Katholieke Radio Omroep (KRO). 

## Loopbaan
Braks was een vooraanstaand CDA-politicus afkomstig uit een Brabants boerengezin. Hij studeerde in 1965 af in de landbouwplantenteelt aan de toenmalige Landbouwhogeschool in Wageningen. Hij werkte in Brussel als landbouwraad. In 1975 werd hij lid van de KVP en in 1977 werd hij voor fusiepartij CDA verkozen tot Tweede Kamerlid. Na drie jaar Tweede Kamerlidmaatschap werd hij minister van Landbouw. Hij keerde vervolgens na een jaar onderbreking in 1982 op die post terug. Braks kreeg als minister te maken met zaken als de mestproblematiek, inkomensdaling van landbouwers, problemen rond het dierenwelzijn en de visfraude. Omdat coalitiegenoot PvdA vond dat hij tegen dat laatste te weinig had gedaan, trad hij in 1990 af. 
Braks is vooral bekend als de eerste minister van Landbouw die beperkingen oplegde aan de groei van de landbouwsector. In 1984 heeft hij de Interimwet beperking varkens- en pluimveehouderijen ingevoerd vanwege de mestproblematiek in Nederland. Vanwege de hechtheid van landbouwsector en -ministerie bracht dit een grote schok teweeg in agrarisch Nederland en dit feit wordt dan ook gezien als de eerste breuk in het zogenaamde Groene Front.
Na zijn ministerschap werd hij Eerste Kamerlid (11 juni 1991 tot 10 juni 2003), voorzitter van de CDA-Eerste Kamerfractie (8 juni 1999 tot 2 oktober 2001), Eerste Kamervoorzitter (2 oktober 2001 tot 10 juni 2003) en voorzitter van de KRO (11 maart 1991 tot 1 april 1996).
Per 1 september 2007 werd Braks op 74-jarige leeftijd benoemd tot waarnemend burgemeester van Eindhoven, in afwachting van het burgemeestersreferendum dat in 2008 werd gehouden. 7 april 2008 legde Braks zijn burgemeesterstaak neer om de ambtsketen over te dragen aan Rob van Gijzel.
Braks ontving diverse ridderorden en onderscheidingen in binnen- en buitenland. Zo is hij onder andere benoemd tot Ridder in de Orde van de Nederlandse Leeuw, Commandeur in de Orde van de Nederlandse Leeuw en Ridder in de Orde van Oranje-Nassau. Ook ontving hij de Jacoba van Beierenprijs 1990, de erepenning Landbouw-Universiteit te Wageningen (1993) en was hij ereburger van de provincie Noord-Brabant. De Spaanse koning benoemde hem tot Grootkruis in de Orde van Isabella de Katholieke.

## Trivia
In het televisieprogramma Keek op de week van Kees van Kooten en Wim de Bie waren twee regelmatig terugkerende types Dien en Bert Meibos van de Gerrit Braks-fanclub.